# Brombos
Brombos település Franciaországban, Oise megyében. Lakosainak száma 247 fő (2022. január 1.). Brombos Briot, Feuquières, Grandvilliers, Hautbos, Saint-Maur és Sarcus községekkel határos.

## Népesség
A település népességének változása:
| Lakosok száma | 276  | 270  | 266  | 256  | 255  | 255  | 254  | 251  | 247  |
|               | 2013 | 2015 | 2016 | 2017 | 2018 | 2019 | 2020 | 2021 | 2022 |